# Oedt (Grefrath)
Die ehemals selbständige Gemeinde Oedt [ˈøːt], heute ein Ortsteil der Gemeinde Grefrath, liegt am Niederrhein im Westen des Landes Nordrhein-Westfalen und ist eine kreisangehörige Gemeinde des Kreises Viersen im Regierungsbezirk Düsseldorf.

## Geschichte

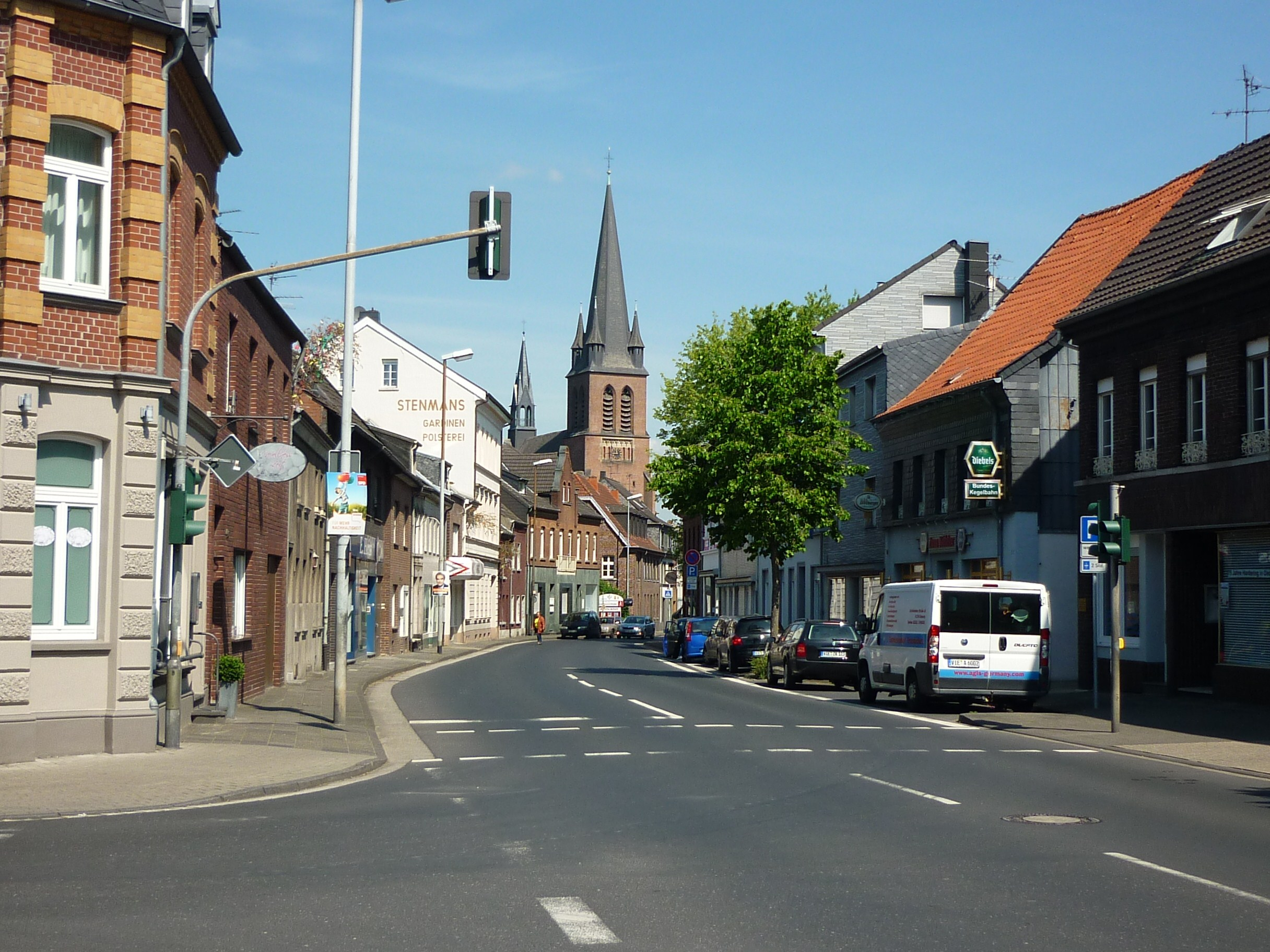
Oedt, Hochstraße

Bodenfunde aus der jüngeren Steinzeit und der Eisenzeit sowie Funde aus der Römer- und Frankenzeit auf dem gesamten Areal der Altgemeinde Oedt lassen den Schluss zu, dass dieses bereits in einem frühen Stadium urbar gemacht und besiedelt wurde. Aus einer Sandgrube nördlich von Mülhausen sammelte Albert Steeger in den 1920er Jahren Funde, die von einer Siedlung und einem fränkischen Gräberfeld des 7. Jahrhunderts zeugen.
Mitte des 10. Jahrhunderts gelangte das Land in den Besitz des Erzbistums Köln und erhielt damit erkennbar erstmals einen Landesherrn. 973 schenkte Erzbischof Gero von Köln das Oedter Land der Benediktinerabtei Gladbach.
1170 wird Oedt erstmals als „Hude“ erwähnt. In einer Schenkungsurkunde des Abtes Robert von Gladbach heißt es u. a.: „apud Hude in ecclesia Nostra“, d. h. „in unserer Kirche zu Oedt“. Die Ortsbezeichnung Hude wandelte sich durch die Jahrhunderte über Ude, Uda, Uede, Oyde, Uedde, Oidt, Oed zum heutigen Oedt.
Um 1300 erbaute Dietrich Luf III. von Kleve, Graf von Hülchrath und Herr von Kervenheim und Oedt, das Wahrzeichen des Ortes, von dem heute nur noch einer der Rundtürme (wiederaufgebaut) steht: die Burg Uda. Die Burg wurde im Laufe der Jahrhunderte mehrfach zerstört, aber immer wieder teilweise aufgebaut. Im Siebenjährigen Krieg zerstörten französische Truppen die Burganlage 1757 endgültig. Einzig der heute noch stehende runde Hauptturm blieb erhalten.
1794 kam Oedt, wie das gesamte Rheinland, unter französische Herrschaft, gehörte zum Rur-Departement und bildete eine eigenständige Mairie im Kanton Kempen, Arrondissement de Crévelt. Vier Jahre später wurde die Honnschaft Unterbroich vom Amt Oedt abgetrennt und unter dem Namen Clörath nach Neersen, heute Stadt Willich, eingemeindet. Nach dem Wiener Kongress 1815 kam Oedt zum Königreich Preußen, und aus der Mairie Oedt der Franzosenzeit wurde die preußische Bürgermeisterei Oedt im neuen Kreis Kempen.
Im Rahmen der Kommunalen Neuordnung wurde am 1. Januar 1970 der Ortsteil Hagen abgetrennt und in die Stadt Viersen eingegliedert. Die Restgemeinde Oedt verlor die Selbstständigkeit und wurde ein Ortsteil der Gemeinde Grefrath.

## Politik

### Wappen
Das Wappen der Gemeinde Oedt war zweigeteilt, mit einer weißen und einer gelben Fläche. In der oberen weißen Fläche ist der Erzbischof von Köln dargestellt, auf seiner Brust das schwarze kurkölnische Kreuz. Im unteren Teil wird der Abt von Gladbach dargestellt. Die Ortsteile Oedt und Mülhausen gehörten lange Zeit zum Erzbistum Köln, die Niers markierte damals den Grenzverlauf.

## Kultur und Sehenswürdigkeiten

### Museen
Das Heimatmuseum Oedt wird seit 1989 vom Heimatverein Oedt betrieben.

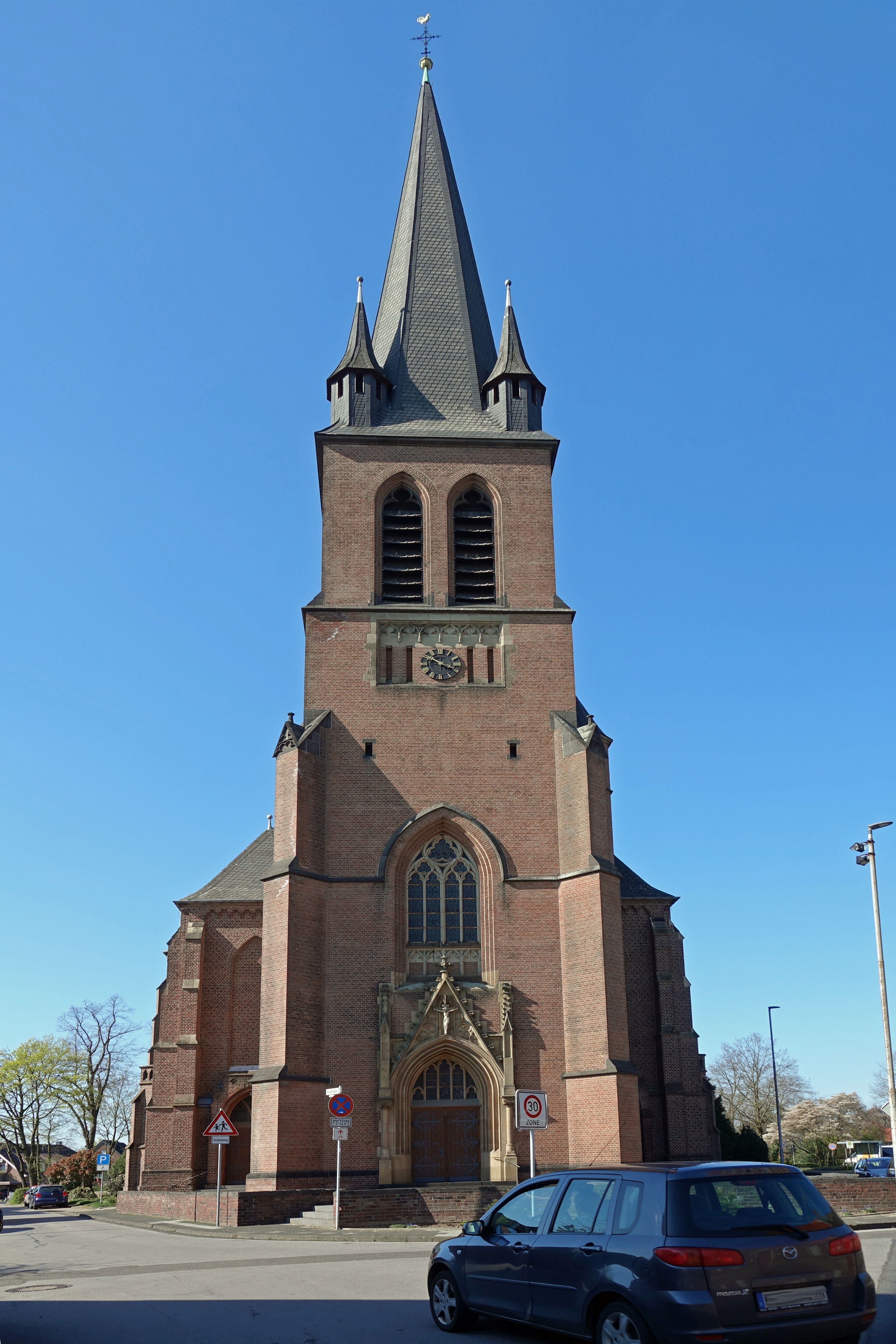
Kirche in Oedt

### Bauwerke
Als sehenswert gelten 
- die Ruine der Burg Uda (erbaut um 1300)
- die weiße Girmes-Villa (erbaut 1896 durch das Grefrather Bauunternehmen P. H. Schmitz & Cie.), die auch das Heimatmuseum beherbergt und heute als Rathaus genutzt wird
- das Girmes-Landhaus (erbaut 1904)
- die Benediktinerinnen-Abtei Mariendonk
- die katholischen Pfarrkirchen: 
  - Die Vituskirche wurde von 1901 bis 1903 im neugotischen Stil erbaut. Der Kirchturm folgte 1910–12.[6]
  - die Heinrichskirche in Mülhausen. Eine Bronzeskulptur auf dem Vorplatz stellt einen Müller mit seinem Esel dar.

## Infrastruktur und Wirtschaft

### Verkehr
Die nächstgelegenen Städte sind Krefeld (ca. 20 km östlich), Mönchengladbach (ca. 20 km südlich), sowie die niederländische Stadt Venlo.
Durch die verkehrsgünstige Lage in der Nähe des Ruhrgebiets und die Autobahnen A 40 und A 61 erreicht man schnell die Großstädte Duisburg und Düsseldorf, jeweils ca. 40 km nord- bzw. südöstlich. Ebenfalls in der näheren Umgebung befindet sich Köln, ca. 65 km südöstlich von Oedt.

### Wirtschaft

#### Wirtschaftsgeschichte

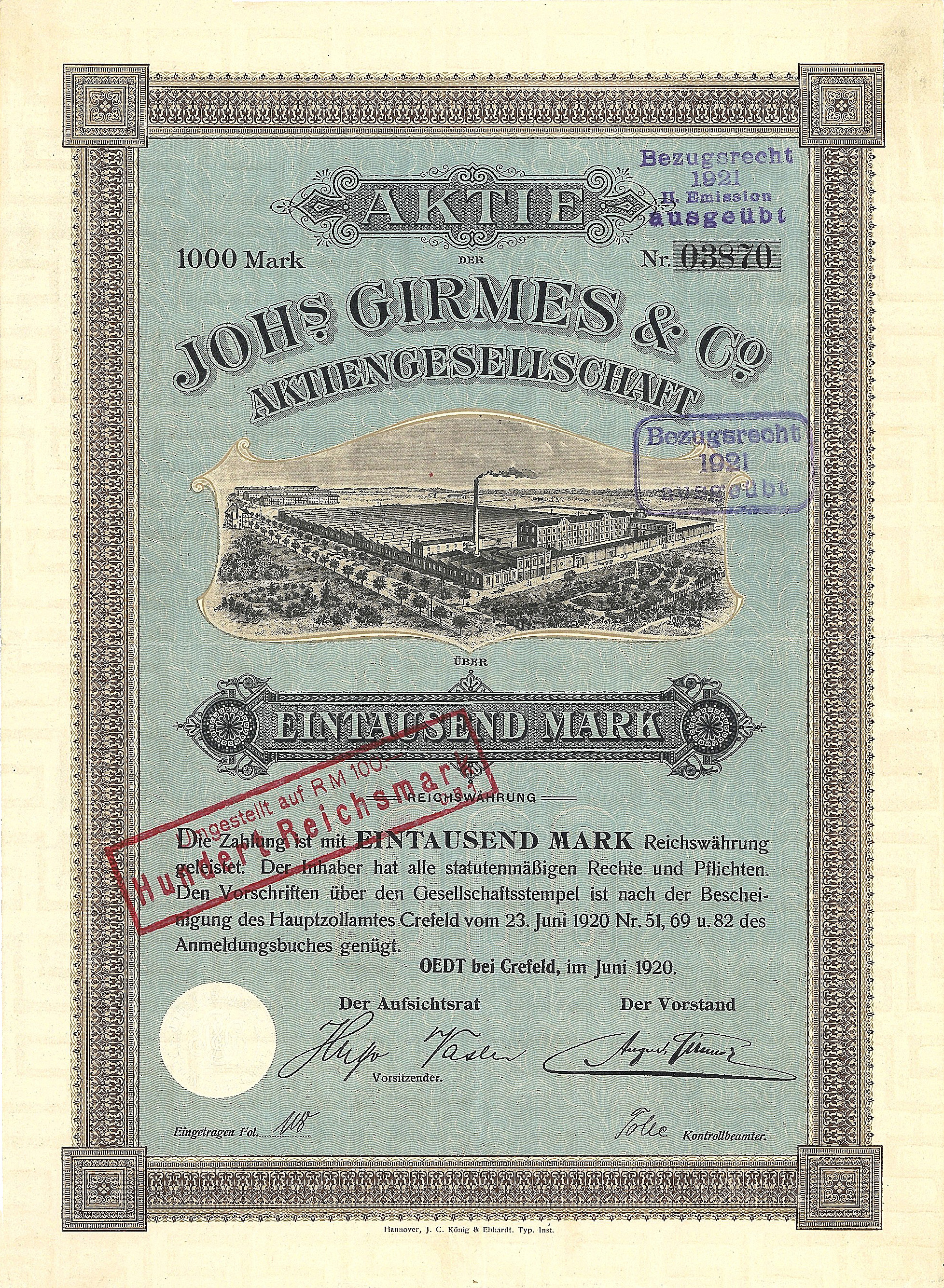
Aktie über 1.000 Mark der Johs. Girmes & Co. Aktiengesellschaft, ausgestellt in Oedt bei Krefeld im Juni 1920. Als Aufsichtsratsvorsitzender unterschrieben von dem Krefelder Bankier Hugo Vasen, für den Vorstand von August Girmes.

Seit dem 17. Jahrhundert ist das Weberhandwerk in Oedt bezeugt. Im Jahre 1850 wurde die Firma Peter Mertes als Blaufärberei und Berufskleiderfabrik gegründet. Johannes Girmes gründete am 10. November 1879 die Firma Johannes Girmes & Co., Oedt. Seine Brüder August und Dietrich wurden später Teilhaber dieser Gesellschaft. Als 1899 die elektrische Beleuchtung in Oedt eingeführt wurde, ließ die Firma Girmes auf eigene Kosten das Oedter Krankenhaus an die Beleuchtung anschließen. Die beiden Textilwerke prägten das Ortsbild, bildeten für viele Jahrzehnte den dominierenden Teil des Wirtschaftslebens und damit der Ortsgeschichte.

#### Wirtschaft heute
Von der einst blühenden Textilwirtschaft ist in Oedt nicht mehr viel übrig geblieben. Nach dem Konkurs der Textilfabrik Girmes und dem Verkauf an die französische Firma Tissavel sind die Textilmaschinen in Oedt demontiert und abtransportiert worden. Die teilweise unter Denkmalschutz stehenden Gebäude (die von der Firma P. H. Schmitz & Cie. um 1900 errichtet wurden), u. a. der Wasserturm Grefrath stehen größtenteils leer. 
Das Oedter Straßenbild ist von leerstehenden Geschäftslokalen geprägt. Wo vom 19. Jahrhundert bis in die 1980er Jahre fleißig verkauft wurde, findet sich heute deutlich weniger Einzelhandel.
Überregional recht bekannt ist das Auffelder Bauerncafe, ein zur Restauration mit Biergarten umfunktioniertes ehemaliges landwirtschaftliches Gut, das bei Ausflüglern und Radwanderern beliebt ist.

## Bildungseinrichtungen

### Kindergärten
Es gibt in Oedt zwei Kindergärten, einen in konfessioneller Trägerschaft und eine integrative Kindertagesstätte des DRK.

### Grundschulen
In Oedt gibt es eine Gemeinschaftsgrundschule, die als offene Ganztagsschule geführt wird. Zum Schulzentrum in Oedt gehört eine Sporthalle. Das Lehrschwimmbecken wurde 2007 durch Ratsbeschluss geschlossen.

### Weiterführende Schulen
Im Bereich der weiterführenden Schulen gibt es vor Ort das Gymnasium „Liebfrauenschule Mülhausen“ in teilweise konfessioneller Trägerschaft mit rund 1300 Schülern und die Sekundarschule "Schule an der Dorenburg" mit rund 450 Schülerinnen und Schülern.

## Freizeit- und Sportanlagen
Als Ort für Veranstaltungen wurde im Jahr 1975 die Albert-Mooren-Halle in Oedt fertiggestellt.
Als Möglichkeit zur Freizeitgestaltung hat Oedt einen Sportplatz, eine Tennisanlage mit sechs Plätzen, einige Bolzplätze und eine Skateranlage zu bieten. Die Niers bietet Gelegenheit zum Bootfahren und Kanu-Wandern.
Oedt verfügt über ein umfangreiches Vereinsangebot. Neben vielen aktiven Sportvereinen (Fußball, Leichtathletik, Tennis, Schwimmen, Kegeln, Kanuwandern, Hundesport, Schießsport usw.) gibt es eine Reihe von Kulturvereinen, wie Musikverein, Chöre, Schützenbruderschaften, Heimatverein usw.

## Persönlichkeiten

### Ehrenbürger
- Dietrich Girmes (1862–1939), Fabrikant
- Johann Fruhen (1859–1956), selbst. Groß- und Einzelhandelskaufmann
- Heinrich Inderelst (†), Ratsherr (SPD), Ehrenbürgerbrief 8. März 1961
- Theodor Küppers (1888–1964), Direktor der Fa. Girmes AG
- Wilhelm Tekath (†), Bürgermeister der Gemeinde Oedt (1948–1966)
- Wilhelm Veller (†), SA-Brigadeführer und 1933 Polizeipräsident von Wuppertal, Ehrenbürgerbrief vom 10. Juli 1933

### Weitere Persönlichkeiten
- Albert Mooren (1828–1899), Augenarzt, Ehrenbürger der Stadt Düsseldorf
- Theodor Mooren (1833–1906), Bürgermeister von Oedt, Kempen und Eupen, Reichstags- und Landtagsabgeordneter
- Alois Kreiten (1856–1930), Goldschmied und Emailleur
- Peter Lütsches (1898–1959), Politiker (CDU)
- Anneliese Gerhards (* 1935), Leichtathletin und Olympionikin
- Burkhard Hennen (* 1946), Organisator von Jazz-Festivals und Jazz-Produzent
- Hans-Albert Lennartz (* 1949), Politiker und Rechtswissenschaftler
- Gregor Mayntz (* 1960), Journalist

## Einzelbelege
1. ↑  Albert Steeger: Frankenfund in Gellep (Gelduba). Die Heimat 12, 1933, 9-15 Abb. 2.
2. ↑  Frank Siegmund: Merowingerzeit am Niederrhein. Rheinische Ausgrabungen 34. Rheinland-Verlag, Köln 1989, ISBN 3-7927-1247-4, S. 331–332.
3. ↑  Kreis Viersen [Hrsg.]: Heimatbuch des Landkreises Kempen, S. 35, Düsseldorf 1929, unveränd. Nachdr. Krefeld 2004.
4. ↑  Johann Georg von Viebahn: Statistik und Topographie des Regierungs-Bezirks Düsseldorf. 1836, S. 121, abgerufen am 11. November 2022 (Digitalisat).
5. ↑  Martin Bünermann: Die Gemeinden des ersten Neugliederungsprogramms in Nordrhein-Westfalen. Deutscher Gemeindeverlag, Köln 1970, S. 114.
6. ↑  www.grefrather-pfarren.de
7. ↑  RP ONLINE: Top 10 Rheinland: Auffelder Bauerncafé. 10. Januar 2017, abgerufen am 13. August 2024.